# Elena (astronomia)
Elena (dal greco Ἑλένη) è un satellite naturale di Saturno. È stato scoperto da Pierre Laques e Jean Lecacheux nel 1980 da osservazioni effettuate dalla Terra nell'Osservatorio del Pic du Midi e venne chiamato S/1980 S 6. Nel 1988 venne ufficialmente chiamato come Elena di Troia, nipote di Crono nella mitologia greca, e viene indicato anche come Saturno XII. È uno dei quattro satelliti troiani.
Questo satellite co-orbita con Dione ed è situato nel punto di Lagrange (L4) che lo precede. Per queste caratteristiche, prima di ricevere il suo nome definitivo era noto come Dione B.

## Esplorazione
Elena fu osservato per la prima volta dalla Terra nel 1980; i successivi sorvoli ravvicinati di Saturno da parte delle sonde Voyager nei primi anni '80 permisero delle immagini più ravvicinate. La missione spaziale Cassini-Huygens che entrò in orbita attorno a Saturno nel 2004, fornì immagini ancora migliori che permisero una più approfondita analisi del satellite, con la visione della superficie sotto diverse condizioni di luce. Immagini più ravvicinate sono state prese dalla sonda Cassini il 3 marzo 2010 ad una distanza di 1800 km; un'altra bella sequenza di immagini è stata ottenuta nel giugno 2011.

## Parametri orbitali
Elena orbita intorno a Saturno ad una distanza media di 377420 km in 65 ore e 41 minuti, L'orbita ha una eccentricità di 0,0071 ed è inclinata di 0,21° rispetto all'equatore del pianeta.
È uno dei due piccoli satelliti troiani che ruotano intorno al più grosso Dione. Elena lo precede di 60° nel punto di Lagrange (L4) e per questo era stato inizialmente designato Dione B, mentre Polluce lo segue.

## Parametri fisici
Elena è un satellite di forma irregolare con dimensioni 36 km × 32 km × 30 km. La sua bassa densità stimata in 0,5 g/cm³, suggerisce che sia composto di ghiaccio d'acqua misto a roccia silicea.
Ha un'albedo di 0,6 e con la sua magnitudine apparente di 18,4 è uno degli oggetti di più bassa luminosità
Ruota intorno al proprio asse in 65 ore e 41 minuti ed è pertanto in rotazione sincrona col suo pianeta madre.

## Galleria d'immagini
Immagini nella scala dei grigi nei canali del vicino infrarosso o ultravioletto.
|  |  |  |

|  |  |  |

|  |  |